# Крекінг-установка Ла-Порте
Крекінг-установка Ла-Порте — підприємство нафтохімічної промисловості в Техасі, розташоване на південно-східній околиці Х'юстона на правобережжі річки San Jacinto (перетвореній в цьому місці у складову частину Х'юстонського судноплавного каналу).
‎Хімічне виробництво на площадці в Ла-Порте діяло ще з 1959 року. В 1991-му компанія Quantum Chemical спорудила тут установку парового крекінгу (піролізу) вуглеводневої сировини потужністю 789 тисяч тонн етилену на рік.
В 1997-му установка перейшла під контроль Equistar Chemicals, створеної Occidental, Millennium Chemicals (з'явилась незадовго до того внаслідок розділу Quantum Chemical) та Lyondell. Остання за кілька років викупила частки партнерів, в 2007-му змінила назву на LyondellBasell, а в у 2009—2010 роках пройшла через процедуру банкрутства та відновила повноцінну роботу. Хоча під час зазначеної процедури LyondellBasell і була вимушена закрити одне зі своїх виробництв у районі Х'юстона — крекінг-установку в Шоколейт-Байу, зате далі розвивала дві інші (дещо північніше від Ла-Порте діє виробництво в Ченнелвью). При цьому після завершеної в 2014-му модернізації установка в Ла-Порте досягла показника в 1189 тисяч тонн етилену на рік і стала найпотужнішою в США, обійшовши одну з крекінг-установок ExxonMobil у Бейтауні (знаходиться на протилежному боці річки San Jacinto). Втім, уже за кілька років вона поступилась установці LHC-9 у Фріпорті, що стала першою серед «півторамільйонників», зведення яких почалося внаслідок «сланцевої революції».
Як сировину підприємство в Ла-Порте використовує переважно етан (60 %), а також пропан та газовий бензин (по 20 %).